# Shulan
Shulan (chiń. 舒兰; pinyin Shūlán) – miasto na prawach powiatu w północno-wschodnich Chinach, w prowincji Jilin, w prefekturze miejskiej Jilin. W 1999 roku liczba mieszkańców miasta wynosiła 670 279.